# ۱۰۰۱ (قمری)
۱۰۰۱ (قمری)، هزار و یکمین سال در گاهشماری هجری قمری است. اول محرم این سال برابر با هشتم اکتبر سال ۱۵۹۲ میلادی است.